# NGC 5711
NGC 5711 (другие обозначения — UGC 9445, MCG 3-37-33, ZWG 104.62, IRAS14370+2012, PGC 52376) — спиральная галактика с перемычкой (SBa) в созвездии Волопас.
Этот объект входит в число перечисленных в оригинальной редакции «Нового общего каталога».